# 4802 Khatchaturian
4802 Khatchaturian este un asteroid din centura principală, descoperit pe 23 octombrie 1989 de Freimut Börngen.